# Стааф, Карл
Карл Стаафф (швед. Karl Staaff; 21 января 1860, Клара, Стокгольмское обер-губернаторство — 4 октября 1915, Энгельбрект, Стокгольмское обер-губернаторство) — шведский либеральный политик и юрист. Премьер-министр Швеции в 1905—1906 и 1911—1914 годах.
Был видным сторонником всеобщего избирательного права и пытался ввести его для мужчин (его преемник Нильс Эден распространил его и на женщин). Вступил в острый конфликт с консерваторами, настроенными промонархически и антидемократически. Против Стоффа велась кампания ненависти, его изображали разрушителем шведских традиций. Когда консерваторы устроили у королевской резиденции демонстрацию фермеров, и король Густав V, который по закону должен был быть вне политики, осудил оборонную стратегию антимилитариста Стоффа, не желавшего тратить на национальную армию слишком много денег, последний в знак протеста подал в отставку.

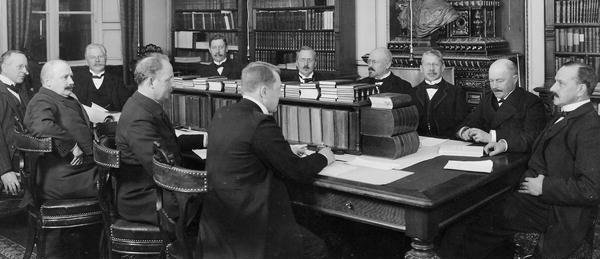
Второй кабинет министров Карла Стаафа (1911)

Весьма ценим шведскими либералами и ставится в один ряд с Нильсом Эденом, Карлом Экманом, Бертилем Олином, Гуннаром Хеленом, Пером Альмарком и Бенгтом Вестербергом.